# Charles de Brouckère

Charles Joseph Marie Ghislain de Brouckère (18. januar 1796 i Brügge – 20. april 1860) var en belgisk adelsmand og liberal politiker.
Han blev født i Brügge og var ældre bror til den senere premierminister i Belgien Henri de Brouckère. Charles gik ind i politik i den periode hvor vore dages Belgien var en del af det Forenede kongerige Nederlandene. Han arbejdede som bankmand i Maastricht og var medlem af Generalstaterne i Haag. 
Under den belgiske revolution i 1830 tilhørte De Brouckère det franskvenlige fransktalende parti, som foretrak at Belgien skulle være en del af Frankrig.
I den nye belgiske stat beklædte han poster som finansminister, indenrigsminister og krigsminister i korte perioder af 1831.
I 1834 blev han generaldirektør for den belgiske mønt, og blev samtidig professor ved universitetet i Bruxelles (uden løn) og oprettede sammen med Jean-François Tielemans Répertoire de l'administration et du droit administratif. I 1835 grundlagde han den belgiske nationalbank, som dog som følge af de politiske forhold måtte standse betalingerne i 1838, hvorfor de Brouckère, selv om regeringen kom banken til hjælp, trådte tilbage som direktør den 30. april 1839. 
I de følgende år støttede han udviklingen af industriforetagender, men i 1840 blev han igen valgt ind i parlamentet. I slutningen af 1840 udnævnte Charles Rogier ham til borgmester i hovedstaden Bruxelles. På denne post gjorde han især en stor indsats i forbindelse med inflationen i 1846 og koleraen i 1849. Han stod bag den store byfornyelse, herunder etablering af  moderne vandforsyning og etablering af de første boulevarder i Bruxelles. I 1847 var han præsident for økonomernes kongres i Bruxelles og i 1848 agerbrugernes kongres sammesteds. I det hele taget var han en af de flittigste og mest vidende i alle de udvalg og kommissioner, der blev nedsat til forbedring eller vurdering af landets industri. Kongen ville udnævne ham til greve, men det afviste han. 
Place de Brouckère, og De Brouckère stationen i det centrale Bruxelles er opkaldt efter ham.